# JAIRO
JAIRO（ジャイロ、Japanese Institutional Repositories Online）は、日本国内の学術機関リポジトリに蓄積された学術情報（学術雑誌論文、学位論文、研究紀要、研究報告書等）を横断的に検索できた検索サイト。運営を行っていたのは大学共同利用機関法人 国立情報学研究所。2019年3月に閉鎖され、リニューアルされた学術機関リポジトリデータベース(IRDB)に統合された。

## 概要
JAIROは2008年10月22日に試験公開され、2009年4月1日に正式公開された。前身となったのは2007年5月より試験公開されていたJuNii+。JAIROの正式公開にともない2009年3月でJuNii+のサービスは終了した。
2011年3月31日時点の収録データ数は全体で1,091,859件、このうち本文があるものが787,532件、本文があるコンテンツの内訳を種類別で見ると、最も多いのが紀要 53.3%、次に多いのが学術雑誌論文 15.7% となっている。
サービス利用状況を見ると、2011年4月現在一日の詳細表示回数が約6万5千回となっており、コンテンツ種別ではその約半数の3万回が紀要の表示、次に多いのが1万5千回の学術雑誌論文の表示となっている。
2019年3月に閉鎖され、学術機関リポジトリデータベースに統合された。